# Reprezentacja Grecji w amp futbolu
Reprezentacja Grecji w amp futbolu – narodowa reprezentacja tego kraju, reprezentująca go na arenie międzynarodowej.

## Historia
Pierwsze zgrupowanie reprezentacji Grecji w amp futbolu odbyło się w miejscowości Sofiko w dniach 11-12 czerwca 2016 roku i wzięło w nim udział 9 zawodników. W okresie od października 2016 do stycznia 2017 roku zespół rozegrał w sumie cztery sparingi z sekcją futsalową AEK Ateny, reprezentacją bezdomnych oraz szkółką piłkarską Olympiacos. Pierwsze oficjalne spotkanie międzypaństwowe Grecy rozegrali 9 czerwca 2017 roku przeciwko Anglii, później brali udział w Amp Futbol Cup 2017 w Warszawie oraz Mistrzostwach Europy w Amp Futbolu 2017 (na tym turnieju zespół zdobył pierwszą bramkę, a także pierwszy punkt). W 2018 roku Grecy tryumfowali w towarzyskim turnieju Tournoi des amputés à Bruges, gdzie zanotowali pierwszą wygraną w oficjalnym meczu międzypaństwowym.

## Rozgrywki międzynarodowe

### Mistrzostwa świata
| Rok  | Faza              | Pozycja           | M                 | W                 | R                 | P                 | G+                | G-                |
| ---- | ----------------- | ----------------- | ----------------- | ----------------- | ----------------- | ----------------- | ----------------- | ----------------- |
| 2007 | nie brała udziału | nie brała udziału | nie brała udziału | nie brała udziału | nie brała udziału | nie brała udziału | nie brała udziału | nie brała udziału |
| 2010 | nie brała udziału | nie brała udziału | nie brała udziału | nie brała udziału | nie brała udziału | nie brała udziału | nie brała udziału | nie brała udziału |
| 2012 | nie brała udziału | nie brała udziału | nie brała udziału | nie brała udziału | nie brała udziału | nie brała udziału | nie brała udziału | nie brała udziału |
| 2014 | nie brała udziału | nie brała udziału | nie brała udziału | nie brała udziału | nie brała udziału | nie brała udziału | nie brała udziału | nie brała udziału |
| 2018 | nie brała udziału | nie brała udziału | nie brała udziału | nie brała udziału | nie brała udziału | nie brała udziału | nie brała udziału | nie brała udziału |

### Mistrzostwa Europy
| Rok  | Faza              | Pozycja           | M                 | W                 | R                 | P                 | G+                | G-                |
| ---- | ----------------- | ----------------- | ----------------- | ----------------- | ----------------- | ----------------- | ----------------- | ----------------- |
| 2008 | nie brała udziału | nie brała udziału | nie brała udziału | nie brała udziału | nie brała udziału | nie brała udziału | nie brała udziału | nie brała udziału |
| 2017 | Grupowa           | 12/12             | 6                 | 0                 | 1                 | 5                 | 1                 | 28                |
| 2020 | TBD               | TBD               | TBD               | TBD               | TBD               | TBD               | TBD               | TBD               |

### Amp Futbol Cup
| Rok  | Faza              | Pozycja           | M                 | W                 | R                 | P                 | G+                | G-                |
| ---- | ----------------- | ----------------- | ----------------- | ----------------- | ----------------- | ----------------- | ----------------- | ----------------- |
| 2012 | nie brała udziału | nie brała udziału | nie brała udziału | nie brała udziału | nie brała udziału | nie brała udziału | nie brała udziału | nie brała udziału |
| 2013 | nie brała udziału | nie brała udziału | nie brała udziału | nie brała udziału | nie brała udziału | nie brała udziału | nie brała udziału | nie brała udziału |
| 2014 | nie brała udziału | nie brała udziału | nie brała udziału | nie brała udziału | nie brała udziału | nie brała udziału | nie brała udziału | nie brała udziału |
| 2015 | nie brała udziału | nie brała udziału | nie brała udziału | nie brała udziału | nie brała udziału | nie brała udziału | nie brała udziału | nie brała udziału |
| 2016 | nie brała udziału | nie brała udziału | nie brała udziału | nie brała udziału | nie brała udziału | nie brała udziału | nie brała udziału | nie brała udziału |
| 2017 | Grupowa           | 6/6               | 4                 | 0                 | 0                 | 4                 | 0                 | 28                |
| 2018 | nie brała udziału | nie brała udziału | nie brała udziału | nie brała udziału | nie brała udziału | nie brała udziału | nie brała udziału | nie brała udziału |
| 2019 | nie brała udziału | nie brała udziału | nie brała udziału | nie brała udziału | nie brała udziału | nie brała udziału | nie brała udziału | nie brała udziału |

## Spotkania międzynarodowe
| 9 czerwca 2017 18:30 (UTC+02:00) | Grecja | 0:5 | Anglia | Grecja, Ateny · |
|                                  |        |     |        |                 |

| 24 czerwca 2017 15:00 | Japonia | 13:0 | Grecja | Polska, Warszawa, DOSiR, ul. Kawęczyńska 44 · |
|                       |         |      |        |                                               |

| 24 czerwca 2017 18:30 | Polska | 11:0 | Grecja | Polska, Warszawa, DOSiR, ul. Kawęczyńska 44 · |
|                       |        |      |        |                                               |

| 25 czerwca 2017 13:00 | Francja | 5:0 | Grecja | Polska, Warszawa, DOSiR, ul. Kawęczyńska 44 · |
|                       |         |     |        |                                               |

| 3 października 2017 15:30 (UTC+03:00) | Anglia | 8:0 | Grecja | Turcja, Stambuł · |
|                                       |        |     |        |                   |

| 4 października 2017 12:00 (UTC+03:00) | Rosja | 10:0 | Grecja | Turcja, Stambuł · |
|                                       |       |      |        |                   |

| 5 października 2017 12:00 (UTC+03:00) | Irlandia | 4:0 | Grecja | Turcja, Stambuł · |
|                                       |          |     |        |                   |

| 7 października 2017 | Niemcy | 2:1 | Grecja | Turcja, Stambuł · |
|                     |        |     |        |                   |

| 8 października 2017 | Grecja | 0:4 | Gruzja | Turcja, Stambuł · |
|                     |        |     |        |                   |

| 9 października 2017 | Grecja | 0:0 | Belgia | Turcja, Stambuł · |
|                     |        |     |        |                   |

| 20 października 2018 12:00 (UTC+01:00) | Belgia | 2:0 | Grecja | Belgia, Brugia · |
|                                        |        |     |        |                  |

| 21 października 2018 17:00 (UTC+01:00) | Belgia | 1:2 | Grecja | Belgia, Brugia · |
|                                        |        |     |        |                  |

| 11 maja 2019 | Grecja | 3:0 | Belgia | Grecja, Rodos · |
|              |        |     |        |                 |

| 12 maja 2019 | Grecja | 0:0 | Belgia | Grecja, Rodos · |
|              |        |     |        |                 |

| 27 września 2019 | Grecja | 5:1 | Izrael | Grecja · |
|                  |        |     |        |          |

| 28 września 2019 | Grecja | 3:0 | Izrael | Grecja · |
|                  |        |     |        |          |